# Championnat d'Irlande de football 1913-1914
Navigation
Édition précédente Édition suivante
Le vingt-quatrième championnat d'Irlande de football se déroule en 1913-1914. Le championnat retourne à son ancienne formule à 8 clubs. Les deux clubs arrivés aux deux dernières places du championnat de l’année précédente, Derry Celtic et Tritonville sont relégués. La ville de Londonderry n’est donc plus représentée dans le championnat.
Linfield FC remporte son douzième titre de champion d’Irlande. 
Il n’y a pas de système de promotion/relégation organisé cette année. Toutes les équipes participant au championnat sont maintenues quel que soit le résultat.

## Les 8 clubs participants
- Belfast Celtic
- Bohemian FC
- Cliftonville FC
- Distillery FC
- Glenavon FC
- Glentoran FC
- Linfield FC
- Shelbourne FC

## Classement
| Rang | Équipe          | Pts | J  | G  | N | P  | Bp | Bc | Diff |
| ---- | --------------- | --- | -- | -- | - | -- | -- | -- | ---- |
| 1    | Linfield FC     | 24  | 14 | 11 | 2 | 1  | 32 | 13 | +19  |
| 2    | Glentoran FC    | 19  | 14 | 8  | 3 | 3  | 32 | 18 | +14  |
| 3    | Belfast Celtic  | 17  | 14 | 8  | 1 | 5  | 19 | 18 | +1   |
| 4    | Distillery FC   | 16  | 14 | 6  | 4 | 4  | 14 | 12 | +2   |
| 5    | Shelbourne FC   | 14  | 14 | 6  | 2 | 6  | 16 | 10 | +6   |
| 6    | Glenavon FC     | 10  | 14 | 4  | 2 | 8  | 12 | 23 | -11  |
| 7    | Bohemian FC     | 6   | 14 | 2  | 2 | 10 | 19 | 36 | -17  |
| 8    | Cliftonville FC | 6   | 14 | 3  | 0 | 11 | 15 | 29 | -14  |

|  | Champion d'Irlande |
|  | Relégation         |

## Bilan de la saison
| Tableau d'Honneur                 |              |
| Compétition                       | Vainqueur    |
| Championnat d'Irlande de football | Linfield FC  |
| Coupe d'Irlande de football       | Glentoran FC |

| Promotions et relégations |       |
| Relégués                  | Aucun |
| Promus                    | Aucun |